# Auenschutzpark Aargau

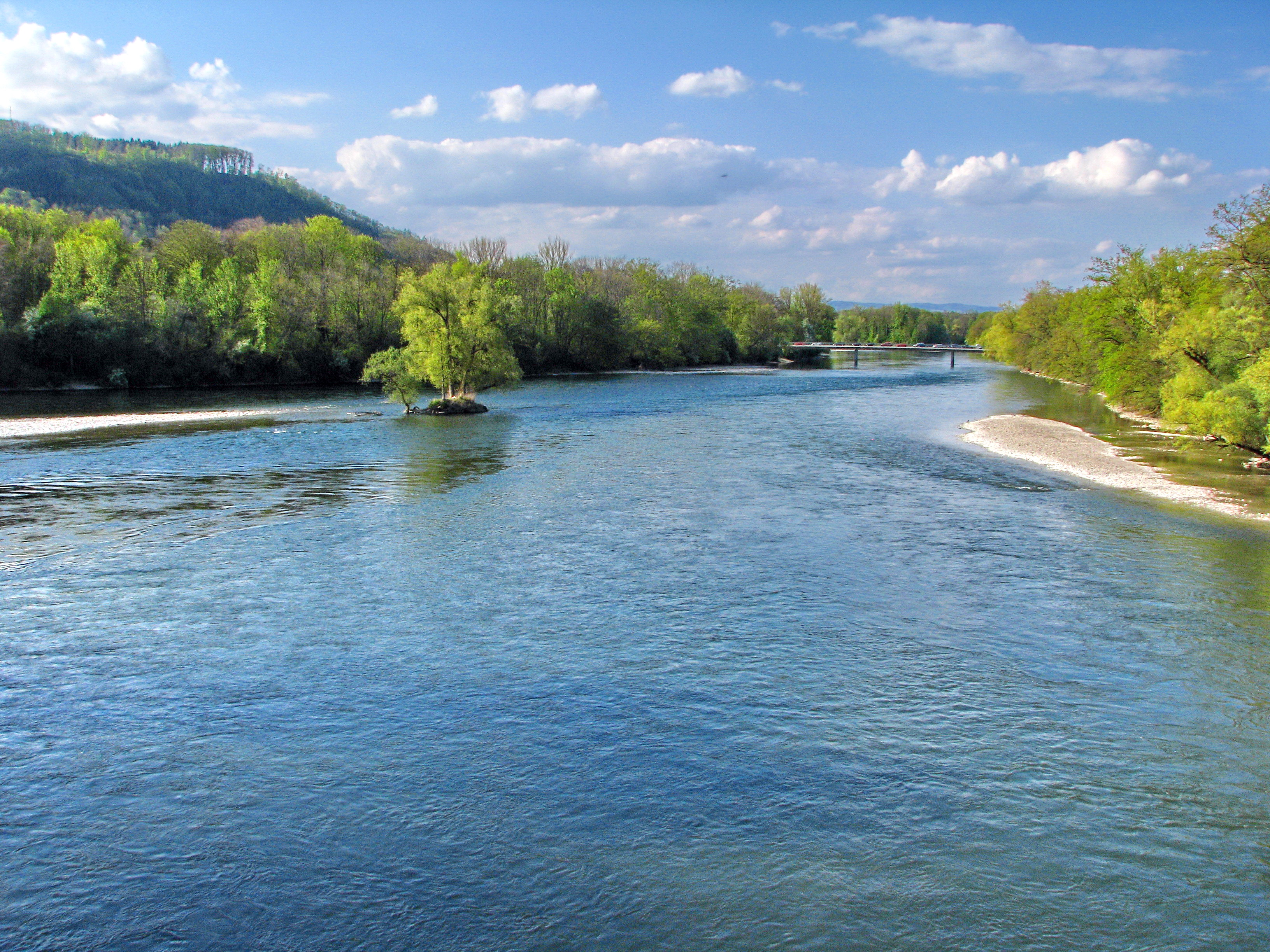
Mündung der Reuss in die Aare

Der Auenschutzpark Aargau ist ein dezentrales Netz von Naturschutzgebieten im Schweizer Kanton Aargau, das aufgrund eines 1994 in die Verfassung des Kantons Aargau eingefügten Textabschnitts entstand. Das Schutzgebietssystem umfasst 27 Auen an mehreren Flüssen im Kanton, dessen Territorium auch nach vielen grossen Gewässerkorrektionen noch besonders umfangreiche Naturlandschaften und Biotope in den Flusstälern aufweist. Das Mündungsgebiet von Reuss und Limmat in die Aare, das auch als Wasserschloss der Schweiz bezeichnet wird, und die Landschaft an der Mündung der Aare in den Rhein sind zentrale Elemente des Auenschutzparks. 

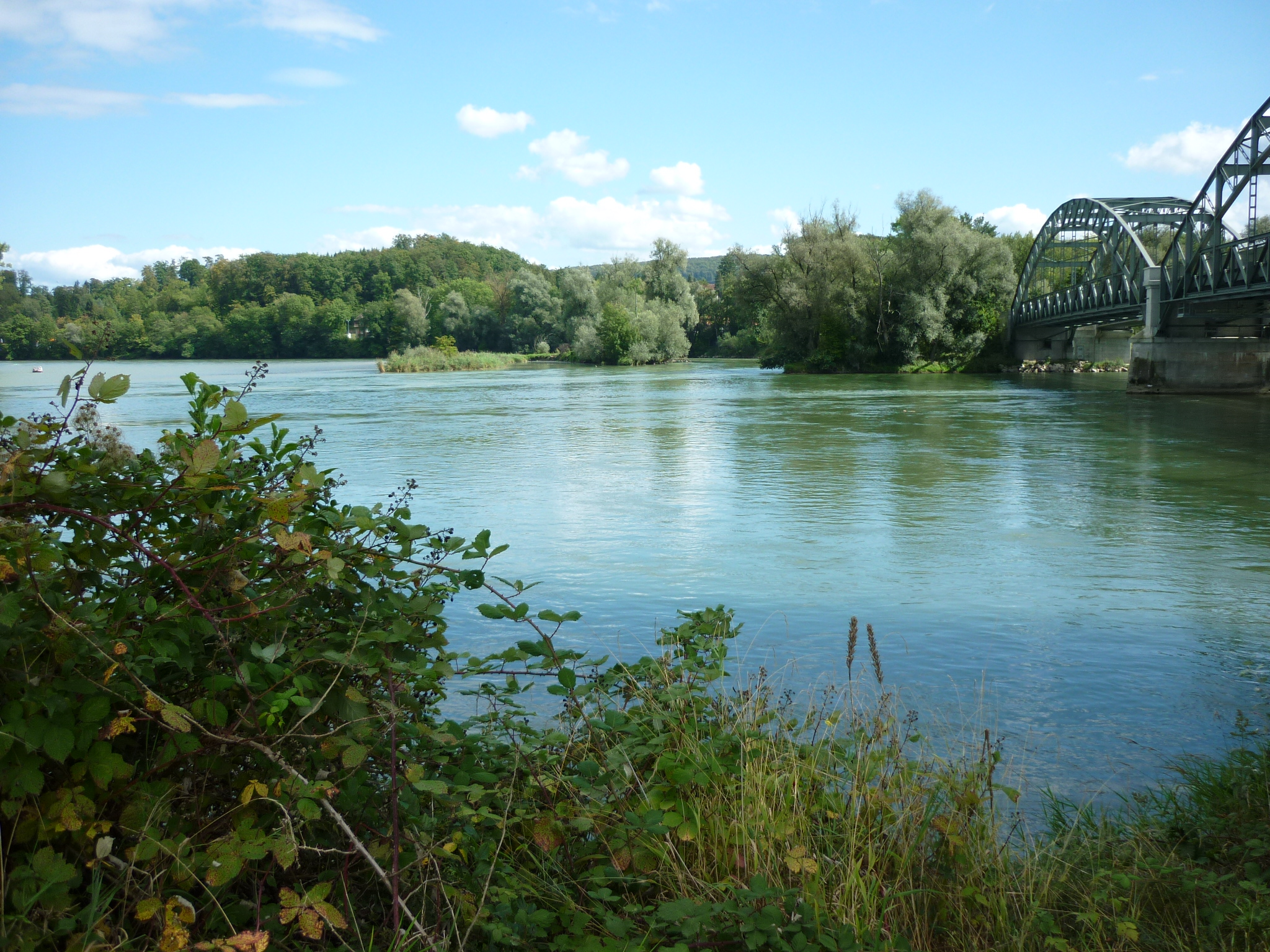
Mündung der Aare in den Rhein

## Netz von Schutzgebieten
Einige Teilflächen des kantonalen Auenschutzparks waren bereits früher als Naturschutzgebiete ausgewiesen worden. Mehrere waren ganz oder mit ausgewählten Abschnitten auch schon im 1992 für das Gebiet der Schweiz erlassenen Bundesinventar der Auengebiete von nationaler Bedeutung verzeichnet. Verschiedene Auen liegen zudem innerhalb von Landschaftsschutzgebieten des Bundesinventars der Landschaften und Naturdenkmäler von nationaler Bedeutung, das seit 1977 in Kraft ist.

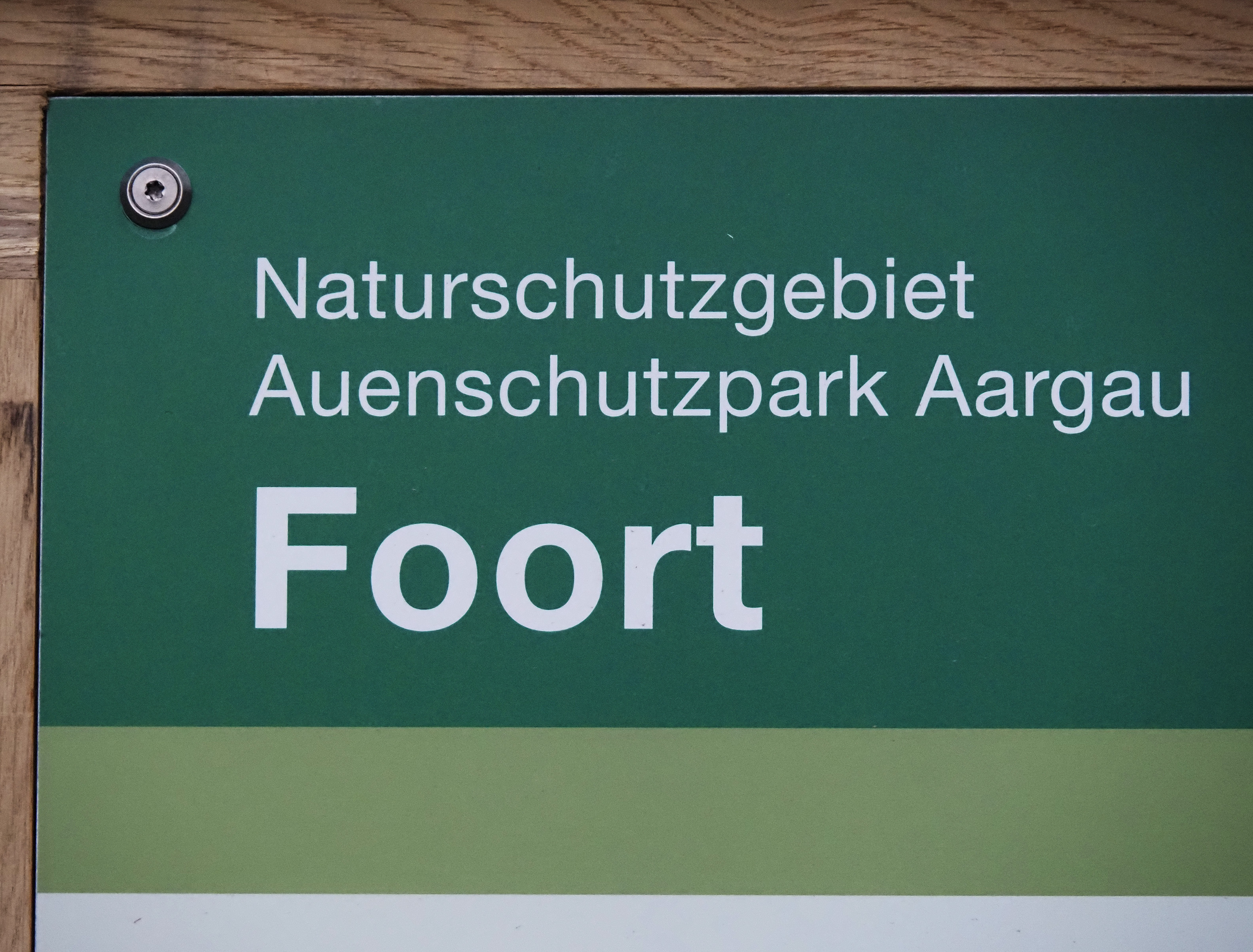
Titel einer Informationstafel beim Schutzgebiet Foort, Eggenwil

Die Feuchtgebiete der Auenlandschaften sind Relikte bedeutender Lebensräume mit Auwäldern, Riedflächen, Stillgewässern und Sümpfen, in denen viele bedrohte Tier- und Pflanzenarten vorkommen. Deshalb sind zahlreiche Gebiete des Auenschutzparks Aargau zusätzlich durch die nationalen Inventare der Flachmoore und Amphibienlaichplätze geschützt. Das Aaretal bei Klingnau und die Umgebung des Flachsees bei Hermetschwil an der Reuss zählen sogar zu den Wasser- und Zugvogelreservaten mit internationaler Bedeutung. Während das Schutzgebiet bei Klingnau auch zu den Schweizer Ramsargebieten gehört, ist die Reussebene bei Merenschwand eine wertvolle Smaragd-Landschaft gemäss dem Übereinkommen über die Erhaltung der europäischen wildlebenden Pflanzen und Tiere und ihrer natürlichen Lebensräume (Berner Konvention).
Die Auwälder mancher Gemeinden sind als kantonale Naturwaldreservate geschützt. Viele Parzellen der Auenlandschaften befinden sich im Besitz der Schweizer Naturschutzorganisation Pro Natura, die zusammen mit dem Kanton die Landschaftspflege organisiert, um die Biodiversität zu fördern. Einzelne Abschnitte des Auenschutzparks an Aare und Rhein liegen gleichzeitig im Perimeter des Juraparks Aargau.
In einigen grenzüberschreitenden Flussgebieten sind die Aargauer Naturreservate mit solchen in den Nachbarterritorien verbunden. So hängt beispielsweise die Aargauer Fläche «Oberschachen-Rüssspitz» mit Naturreservaten in den Kantonen Zug und Zürich zusammen; und bei Koblenz berührt die Aargauer Aue «Rietheim–Koblenz» mitten im Rhein das Schutzgebiet «Kadelburger Lauffen-Wutachmündung» im deutschen Bundesland Baden-Württemberg.

## Geschichte

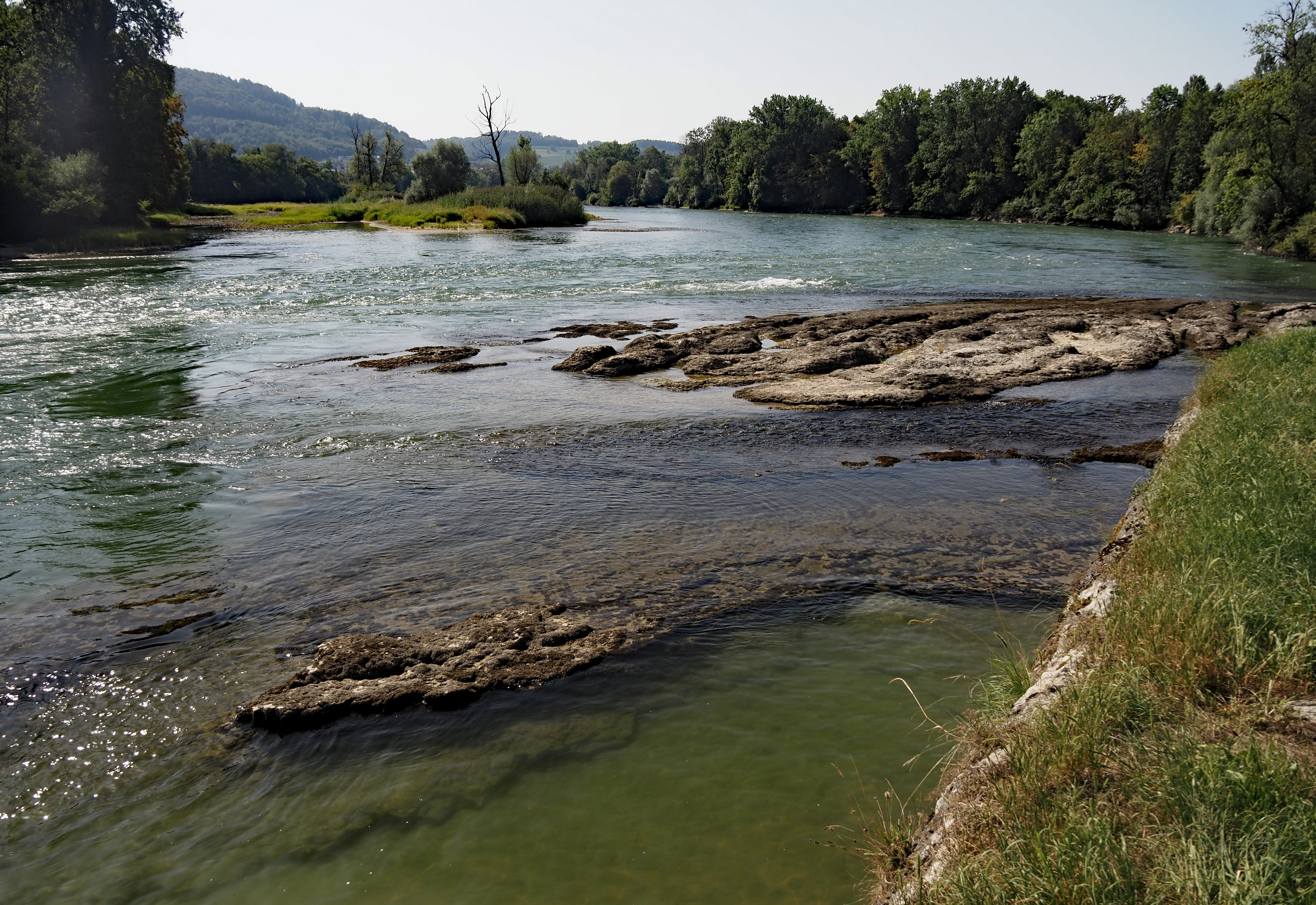
Stromschnelle in der Aare bei Lauffohr

Viele Abschnitte der ausgedehnten Auenlandschaften, die seit dem Eiszeitalter im Kanton Aargau am Hochrhein und entlang einiger bedeutender Flüsse des Schweizer Mittellands entstanden, wurden seit dem 19. Jahrhundert durch Gewässerkorrektion, den Bau von Wasserkraftwerken und Verkehrswegen, die Ausbeutung von Kiesgruben und Flurmeliorationen beeinträchtigt oder zerstört. Naturwissenschaftler wie Rudolf Siegrist, der auch als Regierungsrat des Kantons Aargau amtete, machten auf die ökologische Bedeutung der Auen aufmerksam. Noch in den 1950er Jahren waren mit dem Bau des Kraftwerks Wildegg-Brugg schwere Eingriffe in die Naturlandschaft an der Aare bei Schinznach und Villnachern verbunden. Für zahlreiche weitere Bauwerke wie etwa regionale Kläranlagen oder auch grosse Komplexe wie das Kernkraftwerk Beznau wurden gewässernahe Standorte in den Auwäldern ausgewählt. Bis in die 1980er Jahre gingen fast 90 Prozent der ehemaligen Auen im Kanton Aargau als Naturlandschaften verloren. Die übrig gebliebenen Waldflächen an den Flüssen haben auch eine Funktion für Wildtierkorridore durch die Kulturlandschaft. 
Während des ganzen 20. Jahrhunderts bildeten Pläne für den Ausbau der Gewässer am Hochrhein und am Jurasüdfuss zu einer internationalen Wasserstrasse ein politisches Geschäft. Beim Bau der zahlreichen Staustufen des geplanten Transhelvetischen Kanals wären viele Auengebiete zerstört worden; in der Schachenebene bei Brugg sollte ein Hafen für die Frachtschifffahrt mit Anbindung an das Verkehrsnetz zu Land entstehen. Das seit den 1960er Jahren unter anderem von der Arbeitsgemeinschaft zum Schutz der Aare (ASA) bekämpfte Projekt gilt seit dem Beginn des 21. Jahrhunderts als erledigt.
Das vom Grossen Rat 1966 erlassene Reussuferschutzdekret bezeichnete die Landschaft an der Reuss von Bremgarten bis zur Mündung in die Aare als Schutzgebiet, in dem keine Kraftwerke oder Bauten der Schifffahrt errichtet werden dürfen. Als der Kanton Aargau in den 1960er Jahren den vom AEW geplanten Ersatz des alten Kraftwerks Zufikon oberhalb von Bremgarten mit einem Bauprogramm für den Hochwasserschutz und die Entwässerung der Reussebene verband, gehörte der Naturschutz erstmals im Kanton zu den wichtigen Projektzielen. Das nach jahrelangen Vorarbeiten in der kantonalen Volksabstimmung vom 14. Dezember 1969 angenommene Reusstalgesetz schützte auch die Auen in der Reussebene oberhalb von Bremgarten. 1989 setzte der Grosse Rat das Wasserschlossdekret in Kraft, das den Flussraum von Brugg bis Stilli unter Schutz stellte.
1991 legten acht aargauische Natur- und Umweltschutzorganisationen den Kantonsbehörden die sogenannte Aueninitiative vor, die in der kantonalen Volksabstimmung von 1993 mit einem Ja-Stimmenanteil von 67,7 Prozent angenommen wurde. Dadurch fügte der Souverän den folgenden Textabschnitt neu in die Verfassung des Kantons Aargau ein:
«Der Kanton Aargau schafft innert zwanzig Jahren nach Inkrafttreten dieser Verfassungsbestimmung zum Schutze des bedrohten Lebensraumes der Flussauen und zur Erhaltung der landschaftlich und biologisch einzigartigen, national bedeutsamen Reste der ehemaligen Auengebiete einen Auen-Schutzpark. Dieser setzt sich, ausgehend vom Wassertor der Schweiz, aus Teilflächen längs der Flüsse Aare und Reuss und ihrer Zuflüsse zusammen. Er weist eine Gesamtfläche von mindestens einem Prozent der Kantonsfläche auf.»
Seit 1994 verbesserte der Kanton aufgrund dieses Verfassungauftrags den Schutz der ausgewählten Projektzonen. Gemäss dem 1998 vom Grossen Rat genehmigten Sachprogramm Auenschutzpark Aargau wurden in vielen Flussabschnitten Gewässerläufe renaturiert und teils neu geschaffen, alte Hochwasserschutzdämme entfernt und Amphibienlaichgebiete angelegt und in den früher forstwirtschaftlich genutzten Auwäldern naturnahe Lebensräume hergestellt. Weil die Auen auch eine Funktion als Erholungsgebiete haben, entstanden neue Fusswege durch die Schutzgebiete, während deren Nutzung sonst eingeschränkt ist. An den Kosten des mehrere Jahrzehnte dauernden Programms beteiligten sich auch der Bund, einige Gemeinden, Naturschutzorganisationen und Kraftwerksbetreiber. Der kantonale Richtplan von 2011 weist 1611 Hektar als Flächen des Auenschutzparks aus, also etwas mehr als 1 Prozent der Kantonsfläche von 1403 km².
Als Wirkungskontrolle für den Auenschutzpark finden periodisch Erhebungen über die Bestände verschiedener Tierarten in den Auengebieten statt.

## Liste der Parkgebiete
| Bild | Name                                         | Gewässer                                            | Lage                                                                 | CDDA- Sitecode | Bemerkungen |
| ---- | -------------------------------------------- | --------------------------------------------------- | -------------------------------------------------------------------- | -------------- | --- |
|      | Naturschutzgebiet Meieried                   | Rhein                                               | Mellikon                                                             | —              | Flussufer beim Kraftwerk Reckingen |
|      | Rietheim-Koblenz                             | Rhein                                               | Koblenz, Rietheim AG                                                 | 148581         | Mit Koblenzer Laufen und Schutzgebiet Rheinaue Rietheim (BLN-Objekt Nr. 1103)                                                                |
|      | Naturschutzgebiet Full                       | Rhein                                               | Flussufer bei Full                                                   | —              | |
|      | Rossgarten                                   | Rhein                                               | Bei Schwaderloch                                                     | 148584         | |
|      | Naturschutzgebiet Etzgen                     | Rhein                                               | Flussufer bei Etzgen                                                 | —              | |
|      | Naturschutzgebiet Rheinsulz                  | Rhein, Sulzerbach                                   | Flussufer zwischen Rheinsulz und Laufenburg                          | —              | |
|      | Haumättli                                    | Rhein                                               | Möhlin                                                               | 148587         | Ufergebiet bei Rapperthäusern |
|      | Ruppoldingen                                 | Aare                                                | Rothrist                                                             | 555597192      | Ufer am Aufstau des Kraftwerks Ruppoldingen                                                                                                  |
|      | Aarau-Wildegg                                | Aare, Rohrer Giessen, Rupperswiler Giessen          | Aarau, Rupperswil, Auenstein, Möriken-Wildegg                        | 555597185      | Mit Zurlindeninsel, Rohrer Schachen und Auenschutzpark Rupperswil                                                                            |
|      | Wildegg-Brugg                                | Aare                                                | Brugg, Schinznach, Möriken-Wildegg, Villnachern, Holderbank          |                | Mit Schutzgebiet Umiker Schachen-Stierenhölzli                                                                                               |
|      | Naturschutzgebiet Wasserschloss Brugg-Stilli | Aare, Reuss, Limmat                                 | Brugg, Gebenstorf, Windisch                                          | 148590         | Mit Schutzgebieten Limmatspitz, Auschachen (BLN-Objekt Nr. 1019)                                                                             |
|      | Bachauen Villigen                            | Aare, Reinerbach                                    | Ufergebiet bei Villigen                                              | —              | |
|      | Unteres Aaretal                              | Aare, Klingnauer Stausee, Leuggernbach, Binnenkanal | Böttstein, Klingnau, Leuggern, Döttingen, Koblenz                    | 68238          | Schutzobjekt Aarelandschaft bei Klingnau (BLN-Objekt Nr. 1109) mit Schutzgebieten Gippinger Grien, Giriz, Auenreste Klingnauer Stausee       |
|      | Grossmatt                                    | Reuss                                               | Dietwil                                                              | —              | |
|      | Reussegg                                     | Reuss                                               | Nördlich von Sins                                                    | 555692338      | Mit Pro Natura-Schutzgebiet «Aue Rüssegg» |
|      | Rüssspitz-Oberschachen                       | Reuss, Reusskanal                                   | Mühlau, Merenschwand                                                 | 148607         | Mit Flachmoor Hagnauer Schachen |
|      | Rickenbach-Stille Reuss                      | Reuss                                               | Rottenschwil, Merenschwand                                           | 148606         | |
|      | Rottenschwiler Moos/Flachsee                 | Reuss, Flachsee                                     | Rottenschwil, Unterlunkhofen                                         |                | Mit Wasser- und Zugvogelreservat von internationaler und nationaler Bedeutung «Reuss: Bremgarten – Zufikon bis Brücke von Rottenschwil (AG)» |
|      | Hegnau-Gnadenthal                            | Reuss                                               | Fischbach-Göslikon, Künten, Stetten, Bremgarten, Eggenwil, Niederwil |                | Mit Schutzgebiet Tote Reuss-Alte Reuss |
|      | Reussinsel Risi                              | Reuss                                               | Mellingen, Stetten                                                   | 148599         | Mit Amphibienlaichgebiet «Äbereich» |
|      | Rüsshalden/Schönert                          | Reuss                                               | Mellingen, Wohlenschwil                                              | 148598         | |
|      | Rüsshalden-Schwingrüti                       | Reuss                                               | Windisch, Mülligen, Birmenstorf                                      | —              | |
|      | Neuhard                                      | Limmat                                              | Spreitenbach                                                         | —              | Ufergebiet an der Limmat |
|      | Chlosterschür                                | Limmat                                              | Wettingen                                                            | —              | Ufergebiet an der Limmat |
|      | Bünzaue Möriken                              | Bünz                                                | Möriken-Wildegg                                                      | 347638         | |
|      | Aabachau                                     | Aabach                                              | Seengen                                                              | —              | |
|      | Bleieau                                      | Wyna, Pfendelbach                                   | Gränichen                                                            | —              | |